# Internationale Plakatbiennale Warschau

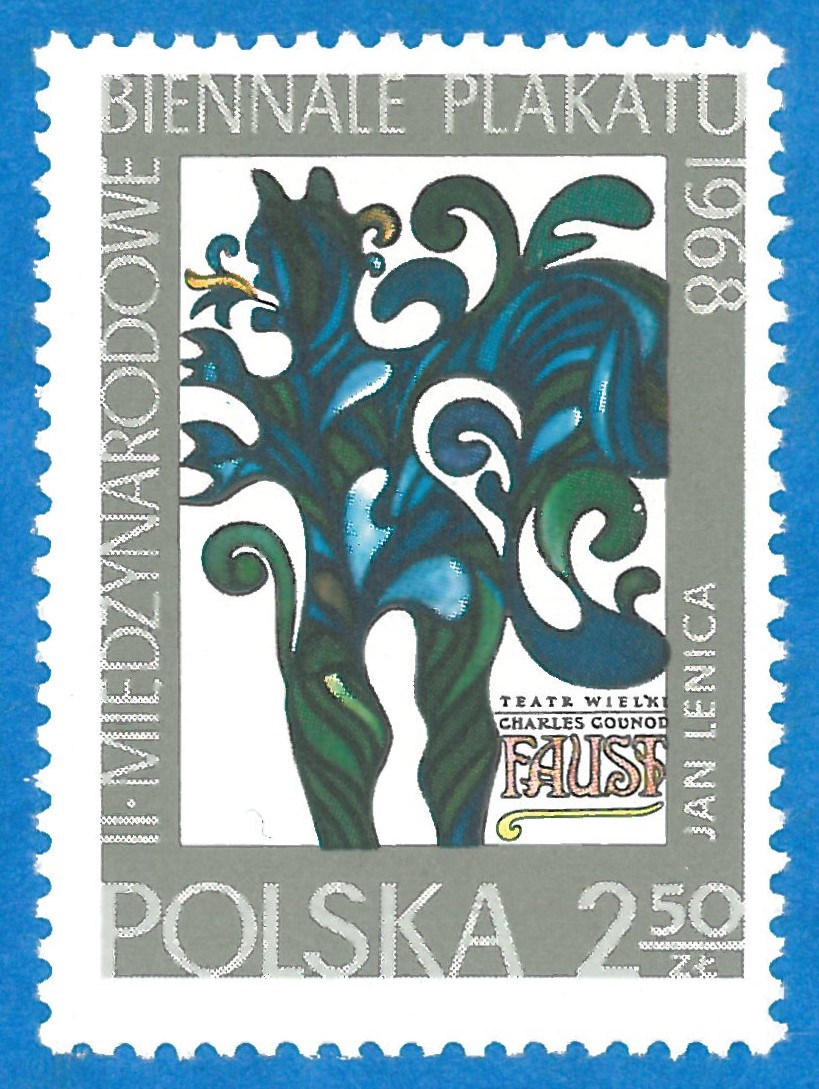
Polnische Briefmarke à 2,50 Złoty anlässlich der II. Internationalen Plakatbiennale 1968, Poster von Jan Lenica

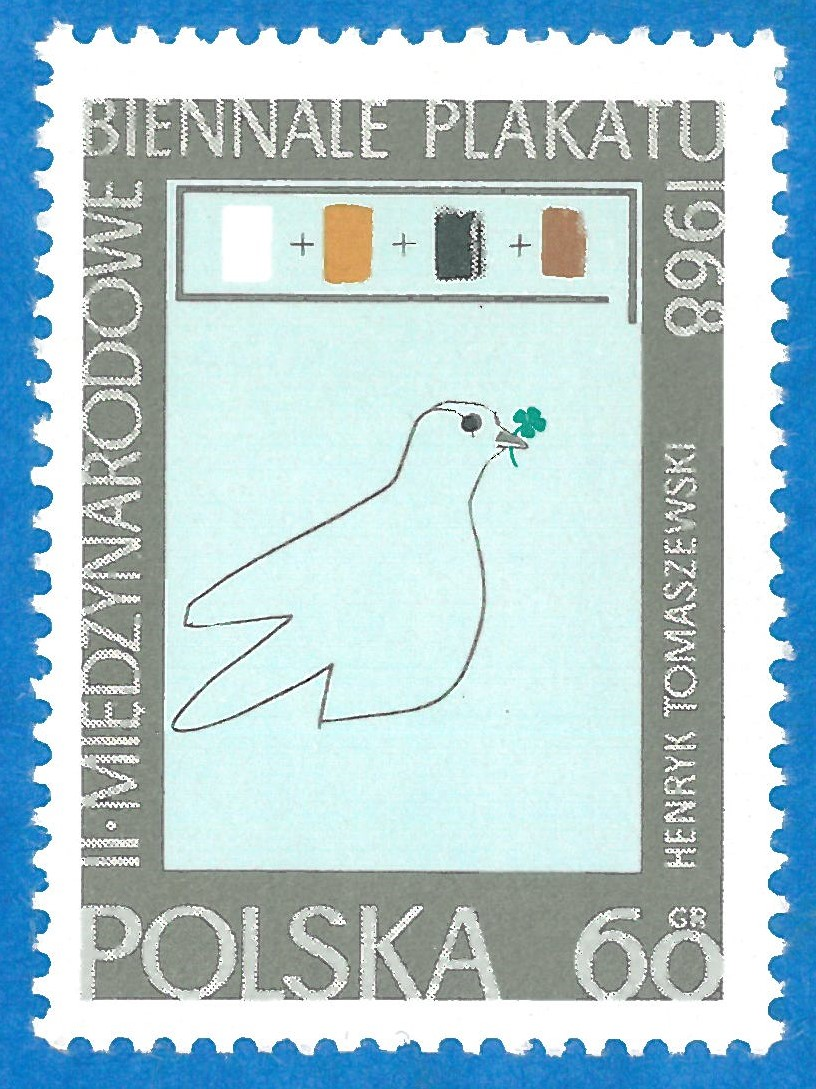
Polnische Briefmarke à 60 Groszy anlässlich der II. Internationalen Plakatbiennale (1968); Poster von Henryk Tomaszewski

Die Internationale Plakatbiennale Warschau ist die erste Biennale der Welt, die sich der Plakatkunst widmet. Sie findet seit 1966 alle zwei Jahre im Plakatmuseum auf dem Gelände des Königsschlosses im Warschauer Stadtbezirk Wilanów statt.

## Beschreibung
Die Warschauer Plakatbiennale wurde im Jahr 1966 auf Initiative von Józef Mroszczak und Henryk Tomaszewski ins Leben gerufen, die zu jener Zeit beide als Professoren an der Akademie der Bildenden Künste Warschau lehrten und die führenden Vertreter der polnischen Plakatkunst waren. Die Schirmherrschaft über die Veranstaltung übernahm der Weltdachverband für Grafikdesign und visuelle Kommunikation (ico-D).
Der gleichzeitig mit der Ausstellung stattfindende Plakatwettbewerb gilt bei Grafikdesignern und Kritikern in aller Welt als prestigeträchtiges zyklisches Kunstereignis. Die Jury des Wettbewerbs wird jedes Mal neu aus renommierten Grafikern und Plakatkünstlern aus aller Welt zusammengestellt. Preise werden in den Kategorien Kulturplakat, Werbeplakat, Ideologisches Poster und Debüts („Goldenes Debüt“) vergeben. Außerdem werden im Rahmen der Biennale weitere Ehrungen und Sonderpreise an die Künstler vergeben, wie beispielsweise der Excellence Award des Weltdachverbandes ico-D, und die Auszeichnung Bestes Theaterplakat des polnischen Bühnenkünstlerverbandes. Die Gewinnerplakate werden den Sommer über im Plakatmuseum Wilanów ausgestellt.
Zu den bekanntesten Gewinnern des Wettbewerbs gehören Pierre Bernard, Roman Cieślewicz, Shigeo Fukuda, Milton Glaser, Hans Hillmann, Jan Lenica, Uwe Loesch, Waldemar Świerzy, Ikkō Tanaka, Henryk Tomaszewski und Andy Warhol.
Anlässlich der II. Plakatbiennale gab die polnische Postverwaltung am 15. Mai 1968 einen zweiteiligen Briefmarkensatz mit Plakaten zweier bekannter polnischer Künstler heraus. Die Gedenkmarken mit den Frankaturwerten 60 Groszy und 2,50 Złoty zeigen das Plakat „Peace“ von Henryk Tomaszewski mit dem Motiv Friedenstaube sowie ein von Jan Lenica entworfenes Werbeplakat für eine Inszenierung der Oper Faust von Charles Gounod im Warschauer Teatr Wielki.
Im Jahr 2016 feierte die Warschauer Plakatbiennale ihr 50-jähriges Bestehen.